# Drogenprävention
Drogenprävention (auch Suchtprävention) bezeichnet zum einen Maßnahmen zur Verhinderung bzw. Reduzierung des Konsums, zum anderen Maßnahmen, die Gesundheitsschäden durch den Konsum legaler (oft Alkohol, Nikotin, Koffein und einige Medikamente) und illegaler Drogen vorzubeugen.

## Präventionsebenen
Die Unterscheidung zwischen der Prävention von legalen und illegalen Drogen besteht in Anlehnung an Caplan (1964) und an die Definitionen der Weltgesundheitsorganisation (WHO). Sie wird im Wesentlichen nach den unterschiedlichen Zeitpunkten des Einsetzens und der Zielrichtung der Prävention in drei Bereiche unterteilt: Primäre, sekundäre und tertiäre Suchtprävention. Die Abgrenzung dieser drei Typen ist jedoch nicht eindeutig möglich und lässt sich vor allem in der praktischen Anwendung nicht eindeutig voneinander trennen. Gerade die sekundäre und tertiäre Prävention überschneiden sich im Bereich der therapeutischen/rehabilitativen Maßnahmen. Bei der Arbeit mit Jugendlichen ist die Primärprävention der Bereich, dem am meisten Bedeutung beigemessen wird.

### Primärprävention
Primärprävention umfasst Maßnahmen mit Menschen, die noch nicht Drogen konsumiert haben. Diese zielen häufig vorrangig auf Konsumvermeidung.

#### Aufklärung
Während Kampagnen in erster Linie Gefühle vermitteln wollen, richtet sich (sachliche) Aufklärung an den Verstand der Zielgruppe.
Prämisse: Wer über Gebrauch und Gefahren von Drogen Bescheid weiß, kann bestimmte Risiken durch „Safer Use“ vermeiden oder verzichtet ganz auf besonders riskante Drogen bzw. Konsumformen.
Umsetzung:
- Broschüren und Internetauftritte (drugcom.de) der Bundeszentrale für gesundheitliche Aufklärung oder einzelner Bundesländer, beispielsweise drogerie-projekt.de aus Thüringen,
- Drogenaufklärung innerhalb besonders gefährdeter Alters- und Bevölkerungsgruppen („selektive Prävention“). Hierzu gehört die szenenahe Drogenberatung in Subkulturen (Szenen). Beispiel: das Musikszeneprojekt Drogerie für die „Techno-/Hardcore-Szene“.

Präventiver Wert: Die Meinungen dazu sind geteilt. Manche Experten glauben, Aufklärung alleine richte nicht viel aus – mit der Begründung, dass Zigarettenkonsum immer noch sehr stark verbreitet ist, obwohl die Aufklärung über die schädlichen Folgen des Rauchens stark angestiegen ist. Auf der anderen Seite scheint fraglich, ob eine Prävention sinnvoll ist, die sich nur mit den Folgen des Rauchens befasst, anstatt mit den Mechanismen des Rauchens selbst.

#### Regulation
Prämisse: Der Einzelne ist nicht unbedingt von sich aus dazu fähig, mit Drogen vernünftig umzugehen. Es obliegt der staatlichen Verantwortung, hier durch gesetzliche Vorgaben, regulierend einzugreifen. Insbesondere der Jugendschutz soll gewährleistet sein.
Staatliche Interventionsmöglichkeiten:
- Besteuerung
- Altersfreigaben
- Warnhinweise, Beipackzettel
- Beratungspflicht des Verkäufers
- Ort des Verkaufs (Supermarkt, Drogenfachgeschäft, Apotheke)
- Werbeverbote
- lokale Konsumverbote (Schule)
- Alternativen schaffen (siehe im Bereich Alkohol beispielsweise „Sirupartikel“)

Bei illegalen Drogen entfallen diese Optionen teilweise.

#### Kausale Prävention
Prämisse: Menschen, die psychisch und sozial im Gleichgewicht sind, sind weniger anfällig für eine Suchtentwicklung.
Ziele: ein stabiles und menschliches soziales Umfeld, Selbstbewusstsein, Geborgenheit
Interventionsmöglichkeiten:
- Arbeitsplätze
- Schulpsychologen
- Schulischer Unterricht in sozialem Umgang (Anti-Gewalt-Training)
- Training von sozialen Kompetenzen
- Sozialarbeit
- Unterstützung von Familien
- Integration von Zuwanderern

### Sekundärprävention
- Sekundärprävention umfasst Maßnahmen mit Menschen, die bereits konsumiert haben. Dies sind rückfallverhütende und rehabilitierende Maßnahmen für Menschen, die eine Abhängigkeit überwunden haben. Sie zielen vorrangig auf:

1. Verringerung/Vermeidung gesundheitlicher Schäden, Anleitung zu „Safer Use“
2. Vermeidung der Entwicklung von Missbrauch und Abhängigkeit, Verhinderung eines erneuten Auftretens abhängiger Verhaltensweisen

Meist wird auch versucht, möglichen negativen sozialen Folgen des Konsums (familiäre Streitigkeiten, Führerscheinverlust, Verarmung, soziale Ächtung…) vorzubeugen.

### Tertiärprävention
Tertiärprävention umfasst alle Therapie- und Drogenhilfsangebote für Süchtige:
- Heroinabgabe an Süchtige, meist in Drogenkonsumräumen („Kontaktladen“, „Fixerstübli“)
- Drogensubstitution, zum Beispiel mit Methadon
- Drogenentzug in einer Suchtklinik
- Selbsthilfegruppen

Die Rückfallprophylaxe wird auch als Tertiärprävention B oder Quartärprävention bezeichnet.

## Prävention in Deutschland

### Prävention des Konsums illegaler Drogen
Die Drogenpolitik der Bundesregierung basiert auf vier Säulen:
1. Prävention
2. Behandlung von Suchterkrankungen
3. Überlebenshilfen (z. B. Drogenkonsumräume, Notfallhilfe) für schwerstabhängige Menschen
4. Angebotsreduzierung und repressive Maßnahmen

### Kampagnen und Programme
Ziel: Die Ablehnung von Drogenkonsum und -konsumenten soll innerhalb der Bevölkerung verstärkt werden.
Wirksamkeit: Der präventive Wert von Antidrogenkampagnen ist unbekannt, da eine wissenschaftliche Evaluation in der Drogenprävention nur vereinzelt stattfindet. Als Notbehelf für diesen Artikel werden bei den einzelnen Kampagnen mehr oder weniger subjektive Kritikpunkte aufgeführt, die möglicherweise Rückschlüsse darauf zulassen, wie die Kampagne bei der meist jugendlichen Zielgruppe ankommt.
QiDS – Qualifizierungsinitiative Drogen- und Suchtprävention
QiDS ist ein länderübergreifendes gemeinsames Forschungs-, Entwicklungs- und Evaluierungsprojekt.
QiDS ist eine Weiterbildungsmaßnahme zur Drogen- und Suchtprävention, basierend auf einem ganzheitlichen methodisch-didaktischen Konzept, das hohe Praxisbezogenheit mit fundiertem, fachübergreifendem Faktenwissen kombiniert. Die Teilnehmer sollen für die Drogen- und Suchtproblematik sensibilisiert werden – mit dem Ziel, Handlungskompetenz im Umgang mit suchtgefährdeten Jugendlichen und jungen Erwachsenen zu erwerben.
Zielgruppe sind: Eltern, Lehrer und Ausbildende sowie ehrenamtlich Tätige in Vereinen und Verbänden.
Die Ergebnisse einer Umfrage zur Gefährdung von Jugendlichen und jungen Erwachsenen durch Sucht und Drogen im Rahmen von QiDS haben ergeben, dass acht von zehn Befragten mindestens einen Jugendlichen kennen, der von Sucht betroffen ist; sechs von zehn kennen sogar mehr als einen betroffenen Jugendlichen. 53 % der Befragten sehen Alkohol als die gefährlichste Droge für Jugendliche – und zwei Drittel glauben, dass „Erwachsene in Erziehungsverantwortung“ Jugendliche nicht zu einem angemessenen Umgang mit Drogen anhalten können.

#### „Keine Macht den Drogen“
Charakteristika:
- Sportler werben gegen Gebrauch von illegalen Substanzen

#### „Rauchfrei!“
Charakteristika:
- Eine gemeinsame Kampagne der Bundesregierung und Zigarettenindustrie gegen das Rauchen.

Kritikpunkte:
- eine Auflage der Zigarettenindustrie, die diese Kampagne finanziert: „Die Maßnahmen dürfen nicht die Zigarettenindustrie, deren Produkte oder den Zigarettenhandel diskriminieren oder den erwachsenen Raucher verunglimpfen.“
- Ob es sich hier tatsächlich um Plakate gegen das Rauchen handelt, wird bezweifelt.[6]

#### Be Smart Don’t Start
Bei diesem Programm handelt es sich um einen Wettbewerb, der dem Ziel dient, das Thema „Nichtrauchen“ für Schüler attraktiver zu gestalten.

#### „Don’t drink too much – Stay Gold“
Am 5. Dezember 2008 startete die Kampagne als Zusammenarbeit von Polizei und Drogenbeauftragte. Ziel ist die Aufmerksamkeit auf das Komasaufen von Jugendlichen zu richten. Die Kampagne beinhaltet Bierdeckel mit vermeintlich vom exzessiven Trinken abschreckenden Bildern sowie Werbeanzeigen auf der Netzwerkplattform SchülerVZ und Videos bei YouTube.
Kritikpunkte:
- Die Kampagne avanciert bei der Sprachforschergemeinde zur „dümmsten Kampagne des Jahres“.[7] Sie sei völlig unverständlich. Sie sei selbst für Personen, die Englisch als Muttersprache haben, nicht gleich einleuchtend und oft auch überhaupt nicht nachvollziehbar.
- Sie ist missverständlich: Ist sie eine Werbung für „Goldmarken“ Bier? Die Übersetzung „Brav bleiben“ ist in dem Präventionskontext auch sehr fragwürdig.

#### Programm Step by Step
Step by step ist ein Computer-gestütztes Programm zur Früherkennung und Intervention bei Problemverhalten im Vorfeld von Suchtproblemen. Es soll Lehrkräfte dabei unterstützen, problematische Tendenzen bei der Entwicklung der Jugendlichen wie Beeinträchtigungen des körperlichen, geistigen und seelischen Wohlbefindens sowie im sozialen Verhalten, möglichst frühzeitig zu erkennen und zielgerichtet zu reagieren. Es setzt sich aus mehreren Modulen zusammen:
- online: Web-Seiten mit Informationen über Fachbegriffe, Beratungsstellen, gesetzliche Grundlagen und einem Schulungsteil zur Früherkennung.
- CD-ROM und Handbuch STEP BY STEP, Sekundärprävention in der Schule als Ergänzung
- Schulung für Lehrkräfte als Basis für die Nutzung des Teils Früherkennung

Das Programm wurde 1992 im Rahmen eines Kooperationsprojektes von Suchtpräventionsstellen aus der Schweiz, Vorarlberg und Liechtenstein entwickelt und später auch in Deutschland übernommen.

## Prävention in Island
In Island wurden im Zuge des landesweiten Plans „Jugend in Island“ die Altersgrenzen für die Ausgabe von Tabak auf 18 Jahre und die für die Ausgabe von Alkohol auf 20 Jahre heraufgesetzt und die Werbung für beides verboten. Zudem wurde festgeschrieben, dass sich Jugendliche zwischen 13 und 16 Jahren im Winter nach 22 Uhr und im Sommer nach 24 Uhr nicht draußen aufhalten dürfen. Eltern wurden über Elternorganisationen in Schulen und mittels Elternbeteiligung in den Schulräten dazu ermutigt, möglichst viel Zeit mit ihren Kindern zu verbringen. Die staatlichen Fördergelder für Sport-, Musik-, Kunst-, Tanz- und andere Vereine wurden erhöht. Mittels regelmäßig an Teenager verschickter Fragebögen wurde festgestellt, dass sich von 1997 bis 2012 die Zahl der 15- und 16-Jährigen, die häufig oder an fast allen Wochentagen Zeit mit ihren Eltern verbringen, von 23 % auf 46 % verdoppelt hatte, die Zahl derer, die mindestens viermal pro Woche Sport treiben, von 24 % auf 42 % gestiegen war und zugleich die Zahl derer, die Zigaretten rauchen, trinken oder Cannabis konsumieren, gesunken war. Diese Entwicklung wird, selbst wenn sie nicht als Nachweis eines kausalen Zusammenhangs angesehen werden kann, als ein Anstieg der Schutzfaktoren und eine Reduzierung von Risikofaktoren und Drogenmissbrauch gewertet, die deutlicher seien als in jedem anderen europäischen Land. Nach Medienangaben ist nirgendwo in Europa „der Alkohol- und Drogenmissbrauch bei Jugendlichen in den letzten 20 Jahren so dramatisch zurückgegangen wie in Island“.